# Smejalnik in cvililna zavora
Smejalnik in cvililna zavora je knjiga, ki jo je napisal Slavko Pregl, ilustriral pa Kostja Gatnik. Izšla je v 12.000 izvodih, leta 1984 v zbirki Velike slikanice pri založbi Mladinska knjiga.

## O avtorju:
Zgodbo Smejalnik in cvililna zavora je napisal avtor Slavko Pregl. Le-ta je rojen leta 1945 v Ljubljani, kjer je tudi doštudiral na Ekonomski fakulteti. Bil je glavni in odgovorni urednik Mladine, od leta 2003 pa ima status samozaposlenega v kulturi. Je predsednik društva Bralna značka, podpredsednik Društva slovenskih pisateljev in podpredsednik društva Forum 21. Prejel je veliko nagrad, meddrugim nagrado Grand prix Aleko leta 2003 na mednarodnem natečaju v Sofiji, za mladinsko literaturo pa Levstikovo nagrado (1978), Večernico (2004) in Desetnico (2005).

## Predstavitev likov:
Glavna lika sta deklica Sanja in njen brat Arjan. Živita v mestu, ki ima celo leto ogromno opravil, kot na primer: naročanje umivanja ulic, če je umazano, smeti se na sestanke na smetišča vozijo v posebnih tovornjakih ipd. Seveda pa tudi Sanji in Arjanu ne zmanjka opravil, kot sama rada potarnata. Sta mestna uslužbenca. Ker pa še nista odrasla, imata na skrbi le lažja opravila: nošenje knjig v šolo, flavte v glasbeno šolo, telovadnih copat k telovadbi, hlač in krila čez cesto itd.
»Arjan je peljal svojo trenirko na sprehod. Ko je bila utrujena, je sedla na klop, ki je dremala na soncu. Sanja je peljala ven kolo, ki si je zaželelo na zrak. Vozila ga je med zelenicami in včasih ga je morala trdo prijeti za ušesa.«

## Narativna analiza:
Literarna lika sta mladostnika, ki se pritožujeta nad delom, ki ga morata početi; nositi knjige v šolo, podpirati svinčnike, ko pišejo domačo nalogo itd. V zgodbi sta sprva predstvaljena kot zelo nezadovoljna, naveličana vsakdana in vsakdanjih stvari. Prav tako jima ni všeč in tarnata nad kosilom, ki ga je pripravila mama, zato ju preplavi slaba volja in mrščanje. Z očetovo pomočjo ju hitro zasuje smeh, ki se kotali po sobi in po celem stanovanju. S tem, ko oče Arjanu vključi smejalnik in Sanji zategne cvililno zavoro, se pokaže preprostost otrok. Kako hitro se lahko pustijo »prepričat« in kako malo je včasih pri otrocih potrebno, da so zadovoljni in veseli.

## Knjižniviri
- Slavko Pregl (1984): Smejalnik in cvililna zavora. Ljubljana: založba Mladinska knjiga. (COBISS)